# Ніколає-Тітулеску
Ніколає-Тітулеску (рум. Nicolae Titulescu) — комуна у повіті Олт в Румунії. До складу комуни входить єдине село Ніколає-Тітулеску.
Комуна розташована на відстані 108 км на захід від Бухареста, 36 км на південний схід від Слатіни, 75 км на схід від Крайови.

## Населення
За даними перепису населення 2002 року у комуні проживали 3149 осіб.
Національний склад населення комуни:
| Національність | Кількість осіб | Відсоток |
| -------------- | -------------- | -------- |
| румуни         | 3127           | 99,3%    |
| цигани         | 22             | 0,7%     |

Рідною мовою назвали:
| Мова      | Кількість осіб | Відсоток |
| --------- | -------------- | -------- |
| румунська | 3133           | 99,5%    |
| циганська | 16             | 0,5%     |

Склад населення комуни за віросповіданням:
| Релігія     | Кількість осіб | Відсоток |
| ----------- | -------------- | -------- |
| православні | 3134           | 99,5%    |
| адвентисти  | 14             | 0,4%     |
| реформати   | 1              | < 0,1%   |

## Зовнішні посилання
- Дані про комуну Ніколає-Тітулеску на сайті Ghidul Primăriilor [Архівовано 21 жовтня 2007 у Wayback Machine.]